# Kinna kraftverk
Kinna kraftverk är ett vattenkraftverk i utkanten av Kinna. Det använder vatten från Viskan. Verket byggdes 1937-1939 av Viskans Kraft AB för att förse den lokala textilindustrin med el. Vattenbyggnadsbyrån var projektör.